# Everywoman's Husband
Everywoman's Husband er en amerikansk stumfilm fra 1918 af Gilbert P. Hamilton.

## Medvirkende
- Gloria Swanson som Edith Emerson
- Joe King som Frank Emerson
- Lillian Langdon som Mrs. Rhodes
- George C. Pearce som Johnathan Rhodes
- Lillian West som Delia Marshall